# آن بولينج
آن ترومرشاوزن بولينج (بالإنجليزية: Ann T. Bowling)‏ (وُلدت في 1 يونيو / حزيران من عام 1943 وتوفيت 8 ديسمبر / كانون الأول عام 2000)، عالمة أمريكية وأحد أهم علماء الوراثة في العالم في مجال دراسة الخيول وإجراء أبحاث الوراثة الجزيئية وعلم الوراثة الخلوية. كانت بارزة في تطوير الاختبارات التي تحدد الأنساب الحيوانية، بدايةً من خلال اختبار فحص الدم في الثمانينيات ثم اختبار الحمض النووي في التسعينيات. أصبحت فيما بعد معروفة بدراساتها للأمراض الوراثية لدى الخيول وعلم وراثة لون بشرة الخيول، وكذلك أبحاثها حول تطور الخيول وتطور سلالاتها. درست علم الوراثة السكانية للخيول البرية، وقامت بعمل كبير للمساعدة في الحفاظ على خيل برزوالسكية، وكانت واحدة من الأعضاء المؤسسين للمشروع الدولي لرسم خريطة الجينوم لدى الخيول. كانت أستاذة مساعدة في جامعة كاليفورنيا في ديفيس (UCD)، وكانت عند وفاتها في عام 2000 المديرة التنفيذية المساعدة لمخبر علم الوراثة البيطرية (VGL) في الجامعة. حصل موتها المفاجئ في 8 ديسمبر / كانون الأول عام 2000 بسبب سكتة دماغية عن عمر يناهز 57 عامًا.

## بداية حياتها الدراسية والمهنية
وُلدت آن بولينج في 1 يونيو / حزيران عام 1943 في بورتلاند بولاية أوريغون، والداها هما كلير بوين ووليام إرنست ترومرشاوزن اللذين عملا في إدارة بونفيل للطاقة. التحقت بولينج بعد أن انتقلت إلى بولدير في كولورادو بمدرسة بولدير الثانوية وكانت متفوقة في دراستها. حصلت على درجة البكالوريوس من كلية كارلتون في مينيسوتا، وتخرجت بمرتبة الشرف.
حصلت بولينج على الدكتوراه في عام 1969 في جامعة كاليفورنيا في ديفيس بعد إنهاء أطروحتها عن علم الوراثة النباتية تحت إشراف جورج ليديارد ستودارد.  التحقت بكلية أوكسيدينتال في لوس أنجلوس عام 1968، ثم بدأت عملها في جامعة كاليفورنيا في ديفيس عام 1973، وكانت في وقت وفاتها في عام 2000 أستاذة مساعدة ومديرة تنفيذية في مختبر الوراثة البيطرية (VGL) في جامعة كاليفورنيا ديفيز.
تزوجت من مايكل بولينج في عام 1981. تشارك الزوجان شغفًا قويًا في علم الوراثة. استندت آن قبل زواجهما إلى كتاب أبحاث مايكل في كتابها الخاص الذي صدر عام 1980 عن الأمراض الوراثية. كتب مايكل بولينج عددًا من المقالات عن علم وراثة الخيول العربية في منشورات حظيت باهتمام عام، وتعاون الزوجان في دراسة الدنا المتقدرة في سلالات الدم العربية. التحقت ابنتهما ليديا بالمدرسة البيطرية وجامعة كاليفورنيا في ديفيس وأصبحت طبيبة بيطرية.

## تحديد الأنساب الحيوانية
طورت بولينج بعضًا من اختبارات الدم والنسب الوراثي الأولي للخيول، وأصبحت مستشارة في علم الوراثة لعدة أماكن تربية خيول، بما في ذلك نادي الفروسية وجمعية الخيول العربية وجمعية خيول كوارتر الأمريكية وجمعية مورغان الأمريكية للخيول. نشرت عام 1976 بحثًا عن فصائل دم الحيوانات،  وطورت بعض الاختبارات من خلال استخدام فصيلة الدم لتحديد النسب. وقد دعت إلى اعتماد فصائل الدم للتحقق من أنساب الحيوانات المسجلة. كتبت العديد من سجلات السلالات. درست أيضًا خلال كتابتها هذا البحث ظاهرة الخيمر والتي سببت في بعض الأحيان نتائج غير منطقية في اختبار النسب.
أجرت بعض البحوث على فعالية كتابة الحمض النووي بحلول أواخر التسعينيات مع تطور علم اختبار الأنساب، واستنتجت أن هذه التقنية فعالة جدًا للتحقق من النسب مثل تقنية فصائل الدم. كان مختبرها رائدًا في التحقق من الأنساب الوراثية استنادًا إلى الحمض النووي للخيول والإبل، وهي الأنواع التي أجرت بولينج أبحاثًا فيها باستخدام التكرارات المترادفة القصيرة كعلامات بيولوجية. وقد وسّعت برنامج الاختبار ليشمل ثمانية أنواع أخرى من الثدييات.
طبقت بولينج عملها في تحديد الأنساب للمساعدة في الحفاظ على التنوع الوراثي لخيل برزوالسكية. وأعادت كتابة كتاب قطيع أسكانيا نوفا في أوكرانيا باستخدام بيانات اختبار الأنساب. درست علم وراثة فرس الموستانج في منطقة الحوض العظيم ووجدت علامات وراثية تربطها بسلالات الخيول الأخرى المُستأنسة. وأجرت أبحاثًا في فصائل دم سلالة باسو فينو.
من أكثر الأعمال الغريبة التي قام بها مختبر الوراثة البيطرية هو بحث جرى في عام 1996 بواسطة سكوتلاند يارد، إذ طُلبت المساعدة من المختبر لتحديد مصدر عينة دم مرتبطة بجريمة قتل. حدد المختبر العينة على أنها تعود إلى كلب كان في موقع الجريمة، وقد ساعدت هذه المعلومات في دعم القضية عن طريق توجيه المحققين إلى المشتبه به الذي كان مالك الكلب. كانت بولينج هي مديرة المختبر في ذلك الوقت، ونتيجة لهذا العمل وُسّع نطاق المختبر حتى يتمكن من الاستمرار في المساعدة في تحديد الحيوانات الموجودة في مسرح الجريمة أو تلك التي كانت نفسها ضحية لجرائم مثل السرقة أو إساءة المعاملة. ساعد مختبر الوراثة البيطرية لاحقًا في إنشاء قاعدة بيانات وطنية للكلاب تُستخدم لمقاضاة حالات التضارب العنيفة. نشرت بولينج أيضًا مقالات عن أنساب البغال، وقد أثبتت فيها وجودًا نادرًا لنسل بغل وحصان يمتلك خصوبة من خلال اختبار الأنساب.

## أبحاث الأمراض الوراثية وألوان الخيول
كتبت بولينغ عدة منشورات منذ بداية حياتها المهنية عن تثقيف مربي الخيول بشأن الأمراض الوراثية في الحيوانات الأصيلة وكيفية التعامل مع هذه الظروف.  أجرت عددًا من الدراسات حول سلالات الخيول العربية، بما في ذلك بحثها في أحد الأمراض الوراثية التي تصيب الخيول العربية وهو ضمور المخيخ (CA). كوّنت في عام 1985 قطيعًا متكاثرًا من الخيول المعروفة بحمل مرض ضمور المخيخ في جامعة كاليفورنيا في ديفيس، وقد قدمت هذه المجموعة الصغيرة بيانات أولية عن الحمض النووي. لم تُنشر دراسات بولينج الخاصة بمرض ضمور المخيخ قبل وقت وفاتها، وينسب إليها إثبات أن هذا المرض كان لديه نمط وراثي متنحٍ ومن المحتمل أنه كان بسبب أليل وحيد متحور. طُور اختبار الحمض النووي لهذه الحالة من قبل العلماء الذين أكملوا أبحاثها في جامعة كاليفورنيا في ديفيس، وأصبح الاختبار متاحًا للعموم في عام 2008. تم التعرف على الطفرة المسببة لضمور المخيخ في عام 2011، واعتُبرت الحالة الوراثية متنحية بشكل أكيد. 
درست بولينج أيضًا الحالات الوراثية في سلالات الخيول الأخرى بما في ذلك الشلل الدوري الناجم عن فرط بوتاسيوم الدم (HYPP) في خيول كوارتر الأمريكية. خلصت أبحاثها في عام 1996 إلى أن أصل هذا الاضطراب السائد وراثيًا يعود إلى ذكر واحد، والذي عرف لاحقًا على أنه الذكر الجميل.
تزامنت دراسة بولينج لعلم الوراثة فيما يخص لون الخيول مع دراساتها عن الأنساب الحيوانية. تتوافق الأبحاث المتعلقة بألوان الخيول مع أبحاث الأمراض الوراثية حيث درست أنماط اكتشافها في الخيول الأمريكية الملونة. كانت جزءًا من فريق البحث الذي درس المتلازمة البيضاء القاتلة (LWS)، وهو مرض مميت يصيب الخيول حديثة الولادة. وقد ألّفت دراسة أولية في عام 1977 استبعدت فيها حالة انحلال الدم الحاد كسبب لوفاة تلك الخيول. [34] ربط فريق البحث في عام 1983 حدوث المتلازمة البيضاء القاتلة بنمط لون الخيول، حددت بولينج مع باحثين آخرين في عام 1997 الجين المسؤول عن حدوث المتلازمة البيضاء القاتلة، وصنفوا هذه الحالة كنسخة من مرض هيرشسبرونج خاصة بالخيول.
درست بولينج خلال كتابة أبحاثها عن المتلازمة البيضاء القاتلة أيضًا ظاهرة الكروب أوت. فقد اختارت دراسة خيول من والدين يمتلكان علامات مميزة. عملت أيضًا مع الفريق الذي رسم خريطة الجين المسؤول عن تلون الحصان، وهو عبارة عن جين يسبب ظهور لون أفتح دون أي آثار ضارة، وقد كان يوجد اعتقاد خاطئ بأن الألوان الفاتحة قد تكون مرتبطة بالمتلازمة البيضاء القاتلة.
بالإضافة إلى عملها في دراسة الطفرات الضارة المرتبطة بوراثة الخيول، درست بولينج الاضطرابات الوراثية لدى كلب الرعي الأسترالي التي بدت مرتبطة بلون فراء الكلب.

## مشروع دراسة جينوم الحصان
كانت بولينج أحد رواد مشروع دراسة جينوم الخيول في التسعينيات. كان هذا العمل مهمًا أيضًا للطب البشري؛ إذ توجد 90 حالة وراثية على الأقل يمكن أن تؤثر على كل من البشر والخيول. حُلل تسلسل جينوم الحصان لأول مرة في عام 2006، ورُسم بالكامل بحلول عام 2009.

## تربية الخيول
امتلكت بولينج بعض الخيول العربية، وشاركت في تأسيس اسطبل نيو ألبيون مع زوجها مايكل ووالديها بيل وكلير ترومرشاوزن. امتلكت آن ووالداها نصف الخيول العربية عندما عاشوا في كولورادو، حين كان مايكل بولينج يمتلك الخيول العربية منذ عام 1962. وقد بدأوا العمل في المزرعة في سبتمبر / أيلول من عام 1980 في نفس الوقت الذي تزوجت فيه آن ومايكل، وقاما بتربية سلالات منحدرة من خيول كرابت العربية. استمر كل من زوجها وابنتها بإدارة المزرعة بعد وفاتها. وجدت دراسة بولينج للحمض النووي للمتقدرات لدى الخيول العربية أن سجلات الأنساب المحفوظة في السجل الأمريكي للخيول العربية كانت صحيحة بشكل عام بدءًا من وقت استيراد هذه الخيول وحتى الآن. لكن عملها أثار تساؤلات حول الاعتقاد السائد لدى مربي الخيول العربية بأن الخيول المستوردة من الصحراء والتي تتميز تاريخيًا بوجود خطوط سوداء تحدد نسبها كانت في الواقع تتبع مجموعات محددة من الأمهات. ووجدت بولينج أيضًا أن بعض الخطوط التي يُزعم أنها تدل على سلالة خيول قادمة من الصحراء لم تكن تدل على ذلك إطلاقًا، وأن بعض الخيول التي كان يعتقد أن نسبها يعود لسلالات مختلفة تبين أنها مرتبطة ببعضها البعض. 

## مؤلفاتها
ألفت بولينج أو شاركت في تأليف كتابين و 93 مقالة نشرت في مجلات علمية، من ضمنها:

### الكتب
- كتاب علم وراثة الخيول عام 1997. الرقم الدولي المعياري للكتاب: 978-0-85199-101-6.
- علم الوراثة لدى الخيول عام 2000. بولينج مع روفينسكي. الرقم الدولي المعياري للكتاب: 978-0-85199-925-8.

### المقالات
- الإصدار الثاني من دراسة التخطيط الجيني الدولية المتعلقة بخريطة ربط الأنساب لإحدى الأبوين. في حزيران / يونيو عام 2003.

معرّف الوثيقة الرقمي: 10.1046/j.1365-2052.2003.00973.x
الببمد: 12755815
- التباين الوراثي لدى خيول برزوالسكية، مع التركيز بشكل خاص على أنثى الفرس البري الأخيرة. عام 2003

معرّف الوثيقة الرقمي: 10.1159/000075754
الببمد: 14970708
- خرائط مقارنة جينات الحصان، كانون الأول/ ديسمبر من عام 1999

معرّف الوثيقة الرقمي: 10.1101/gr.9.12.1239
الببمد: 10613847
الببمد سينترال: 311003
- رسم خرائط المقارنة لـ 18 جينًا من النوع الأول من خلال التحليل الهجين للخلايا الجسدية. آذار / مارس من عام 1999.

معرّف الوثيقة الرقمي: 10.1007/s003359900985
- ارتباط الطفرة المغلطة في جين مستقبلات (الإندوثيلين ب) بالمتلازمة البيضاء القاتلة: النوع الخاص بالخيول من مرض هيرشسبرونج. حزيران / يونيو من عام 1998

معرّف الوثيقة الرقمي: 10.1007/s003359900790
الببمد: 9585428
- خريطة جينوم الخيول المكونة من 240 تكرارًا مترادفًا قصيرًا وزيادة عشوائية من الحمض النووي متعدد الأشكال (RAPD). شباط / فبراير من عام 1999.

معرّف الوثيقة الرقمي: 10.1046/j.1365-2052.1999.00377
الببمد: 10050277
- تعدد أشكال بلازمين الخيول: الترددات الأليلية في 23 سلالة. كانون الأول/ ديسمبر من عام 1993.

معرّف الوثيقة الرقمي: 10.1111/j.1365-2052.1993.tb00358.x
الببمد: 8273917
- الجوانب الوراثية والأمراض المختلفة في الخيول

معرّف الوثيقة الرقمي: 10.2527/jas1980.5151087x
الببمد: 7009534